# رنسایکک
رنسایکک (اندونزیایی: Rancaekek) شهری در استان جاوه غربی کشور اندونزی است. جمعیت این شهر بر اساس سرشماری سال ۱۹۹۰ میلادی، ۲۳٫۳۳۱ نفر و بر اساس سرشماری سال ۲۰۰۰ میلادی، ۱۱۴٫۳۶۴ بوده که در سال ۲۰۰۷ میلادی به ۱۷۰٫۲۰۸ نفر افزایش یافته‌است.